# 1934-es labdarúgó-világbajnokság
Az 1934-es labdarúgó-világbajnokság a futball történetének második világbajnoksága volt, melyet 1934. május 27 és június 10. között rendeztek meg. A torna rendezési jogát Benito Mussolini Olaszországa kapta meg.
Ez volt az első olyan labdarúgó világbajnokság, melyre már kellett selejtezőket játszani és amelyen Magyarország csapata is részt vett. A világbajnoki címvédő Uruguay visszautasította a tornán való részvételt, a Dél-Amerikát képviselő csapatok pedig nem küldték Olaszországba a legerősebb összeállítású csapatukat, így a várakozásoknak megfelelően a torna az európai válogatottak fölényét hozta.
A kemény küzdelmek után az olasz válogatott kitartásának és játékosai vitathatatlan képességeinek köszönhetően megszerezte a világbajnoki címet, miután a döntőben 2–1 arányban legyőzte Csehszlovákiát.

## Rendező
Olaszország 1932. október 9-én Stockholmban lett kiválasztva házigazdának. Svédország a szavazás előtt visszalépett

## Selejtezők
A selejtezőkben a 16 részvételi helyért 32 ország indult. A világbajnoki címvédő Uruguay nem volt hajlandó részt venni az eseményen, amit azzal indokolt, hogy négy évvel korábban számos európai válogatott nem vállalta be a Dél-amerikai utat, így az 1934-es világbajnokság volt az egyetlen, amin a címvédő nem volt jelen. Annak ellenére, hogy Olaszország rendezője volt a tornának, neki is selejtezőt kellett játszania. Ez volt az egyedüli alkalom, hogy a házigazda nem volt automatikusan a mezőny tagja.
A selejtezők földrajzi alapon zajlottak. Chile és Peru visszalépése következtében Argentína és Brazília játék nélkül jutott ki a világbajnokságra. A 16 részt vevő válogatottból 12 volt európai, 3 amerikai és 1 afrikai. A négy nem európai ország: Argentína, Brazília, az USA és Egyiptom voltak (Az első afrikai ország, mely világbajnokságon szerepelt). Az utolsó helyért az USA és Mexikó mindössze három nappal a torna kezdése előtt játszott egymással Rómában a részvételért, ahol az USA győzött. A 16 válogatott többségének ez volt az első világbajnoki szereplése, beleértve a 12 európai válogatott közül 9-et: Olaszország, Németország, Spanyolország, Hollandia, Magyarország, Csehszlovákia, Svédország, Ausztria és Svájc.

## Résztvevők

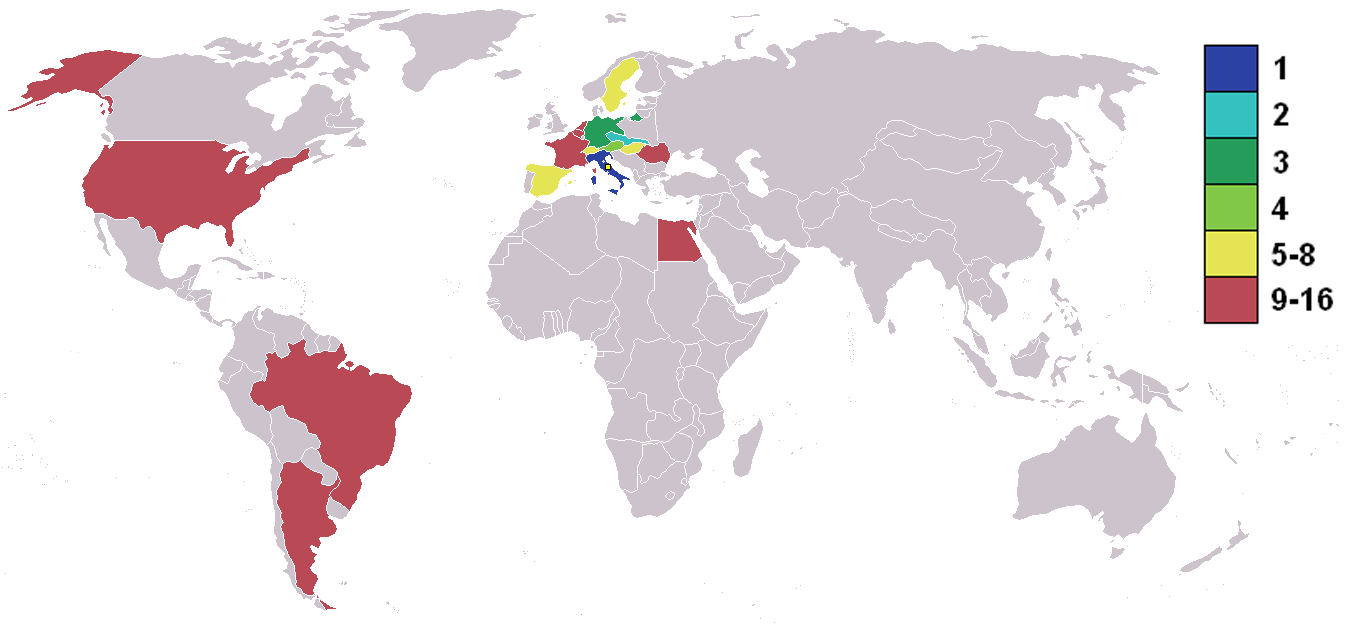
Részt vevő országok

Az 1930-as, első világbajnokság olyan sikeres volt, hogy 1934-ben már 32 csapat adta be nevezését a tornára. Erre való tekintettel selejtező kiírására volt szükség, mivel a döntőben csak 16 csapat szerepelhetett. A címvédő Uruguay visszautasította a meghívást, mivel számos európai csapat visszalépett az 1930-ban Uruguayban rendezett világbajnokságon való részvételtől. Emellett Bolívia és Paraguay sem vett részt a világbajnokságon. Így Argentína és Brazília játszott mérkőzés nélkül jutott be a döntőbe, azonban ott ők sem a legerősebb összeállításban jelentek meg. Az európai csapatok kemény küzdelmet vívtak a döntőbe jutásért. Ekkor még a házigazdák sem jutottak automatikusan a döntőbe, így Olaszország is részt vett a selejtezőben. Az első mérkőzésen az olaszok 4:0-ra diadalmaskodtak a görögök ellenében, akik ezt követően azonnal visszaléptek. Európa két, a legerősebbek között számontartott csapata Ausztria és Magyarország szintén sikerrel vette az akadályokat.
A döntőbe a következő országok jutottak be:
| Európa        |
| ------------- |
| Ausztria      |
| Belgium       |
| Csehszlovákia |
| Franciaország |
| Hollandia     |
| Magyarország  |
| Németország   |
| Olaszország   |
| Románia       |
| Spanyolország |
| Svájc         |
| Svédország    |

| Afrika   |
| -------- |
| Egyiptom |

| Dél-Amerika |
| ----------- |
| Argentína   |
| Brazília    |

| Észak- és Közép-Amerika |
| ----------------------- |
| Egyesült Államok        |

## Összegzés
A torna 1934. május 27-én kezdődött. A fenti körülményekre való tekintettel a várakozásoknak megfelelően csak európai csapatok jutottak be a legjobb négy közé. A nyolcaddöntőből gyakorlatilag kivétel nélkül az esélyesebb csapatok jutottak tovább. Olaszország 7:1-re diadalmaskodott az Egyesült Államok válogatottja felett. Magyarország pedig szintén magabiztosan jutott tovább Egyiptom ellenében. A negyeddöntőben Olaszország Spanyolországgal mérkőzött a továbbjutásért. A nagy hőségben lebonyolított találkozón a spanyolok keményen ellenálltak az agresszív olasz rohamoknak és a hosszabbítás végén 1:1 lett a mérkőzés végeredménye. Erre való tekintettel az összecsapást újra kellett játszani. Az olasz edző 5, a spanyol pedig 7 friss játékost vetett be a győzelem érdekében. A továbbjutást végül Giuseppe Meazza 11. percben szerzett találata döntötte el. Magyarország a vele azonos erősségű Ausztriával csapott össze. Eredetileg a belga Louis Baert volt a kijelölt játékvezető, de az osztrákok vezetője, a híres Hugo Meisl gyorsan elutazott Firenzébe, és a FIFA-nál elérte, hogy az olasz  Francesco Mattea vezesse a mérkőzést. Az osztrákok végül 2:1-re diadalmaskodtak, Markos Imrét pedig a 63. percben kiállították. Az elődöntőben az olaszok ellenfele Ausztria volt. A találkozót végül az olaszok nyerték 1:0 arányban. A másik ágon Csehszlovákia játszott Németországgal. Az összecsapást a csehszlovákok meglehetősen magabiztosan nyerték 3:1-re.

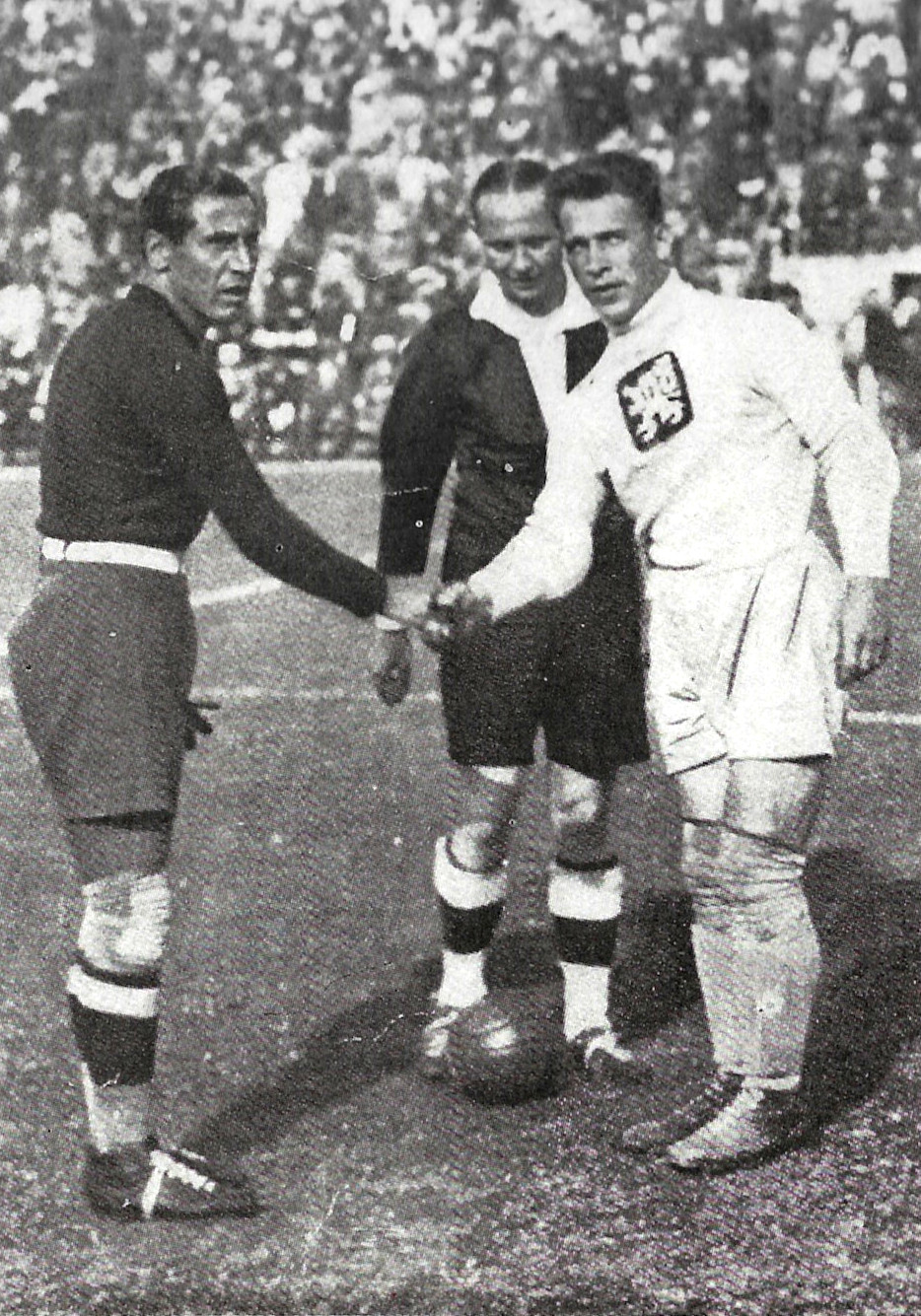
František Plánička és Gianpiero Combi kézfogása a döntő előtt Rómában.

A 3. helyért vívott összecsapáson a német csapat szoros, gólgazdag mérkőzésen diadalmaskodott 3:2-re az osztrák együttes felett. A döntőre június 10-én került sor Rómában, 50 ezer néző előtt. A találkozóból még 14 perc volt hátra mikor a csehszlovákok Antonín Puč találatával (szögletből) megszerezték a vezetést. Az olasz csapat azonban nem adta fel a küzdelmet és Orsi a 81. percben egyenlített. A hosszabbításban Maezza megsérült, azonban ennek ellenére Schiavióhoz juttatta a labdát, aki a 95. percben eldöntötte a találkozó és egyben a világbajnoki cím sorsát. Az olasz csapat mind kitartásával, mind játékosai képességeivel kitűnt a mezőnyből, így megérdemelten lett világbajnok.

## Helyszínek
A mérkőzéseket nyolc város (Bologna, Firenze, Genova, Milánó, Nápoly, Róma, Trieszt, Torino) nyolc stadionjában rendezték.
| Bologna                                                  | Firenze                  | Genova                   | Milánó                   |
| -------------------------------------------------------- | ------------------------ | ------------------------ | ------------------------ |
| Littoriale Stadion                                       | Giovanni Berta Stadion   | Luigi Ferraris Stadion   | San Siro Stadion         |
| Befogadóképesség: 50,100                                 | Befogadóképesség: 47,290 | Befogadóképesség: 36,703 | Befogadóképesség: 55,000 |
|                                                          |                          |                          |                          |
| Bologna Firenze Genova Milánó Nápoly Róma Trieszt Torino |                          |                          |                          |
| Nápoly                                                   | Róma                     | Trieszt                  | Torino                   |
| Giorgio Ascarelli Stadion                                | Nazionale PNF Stadion    | Littorio Stadion         | Benito Mussolini Stadion |
| Befogadóképesség: 40,000                                 | Befogadóképesség: 47,300 | Befogadóképesség: 8,000  | Befogadóképesség: 28,140 |
|                                                          |                          |                          |                          |

## Játékvezetés
A labdarúgó világbajnokságra 25 játékvezetőt és partbírót hívott meg a FIFA. A 25 játékvezetőből 1 volt Egyiptomból, 12 Olaszországból, 12 Európából. A bíróknak előzetesen több szakmai (elméleti, fizikai) felkészítést tartottak. A sportemberek közül 11 mérkőzésvezető volt, 5-en csak mérkőzést vezettek, 6-an a mérkőzés vezetésén túl, a FIFA korabeli elvárásának megfelelően partbírói feladatokat is elláttak. A legtöbb mérkőzést, 3-at a svéd Ivan Eklind és az olasz Rinaldo Barlassina vezetett. Összesen 16 + 1 = 17 mérkőzésre került sor, egy mérkőzést újra kellett játszani, hogy eldőljön, ki a továbbjutó válogatott. A 14 partbíró csak közreműködő, segítő volt. A legtöbb partbírói közreműködést, 4-et, a spanyol Pedro Escartín, a csehszlovák Bohumil Ženišek és a magyar Iváncsics Mihály végezte. Iváncsics Mihály volt a döntő találkozó, az Olaszország-Csehszlovákia (2:1) találkozó játékvezetőjének, a svéd Ivan Eklind-nek az egyik partbírója. A 14 partbíró és a besegítő 6 játékvezető összesen 34-szer működött közre partbíróként.

### Játékvezetők

#### Európa
- René Mercet
- Alfred Birlem
- Johannes van Moorsel
- Louis Baert
- John Langenus
- Ivan Eklind
- Alois Beranek
- Erwin Braun
- Rinaldo Barlassina
- Francesco Mattea
- Albino Carraro

### Partbírók

#### Európa
- Pedro Escartín
- Bohumil Ženišek
- Iváncsics Mihály
- Jacques Baert
- Ettore Carminat
- Generoso Dattilo
- Caironi Camillo
- Otello Sassi
- Giuseppe Scarpi
- Raffaele Scorzoni
- Binivento Ferruccio
- Melandri Ermenegildo
- Giuseppe Turbiani

#### Afrika
- Mohammed Youssof

## Eredmények
A csapatok az összes mérkőzést egyenes kieséses rendszerben játszották.
|  |                     |                  |                     |                                  |                    |                    |                    |               |               |               |                    |                    |                    |  |  |       |       |       |
|  | Nyolcaddöntők       | Nyolcaddöntők    | Nyolcaddöntők       |                                  |                    | Negyeddöntők       | Negyeddöntők       | Negyeddöntők  |               |               | Elődöntők          | Elődöntők          | Elődöntők          |  |  | Döntő | Döntő | Döntő |
|  | Nyolcaddöntők       | Nyolcaddöntők    | Nyolcaddöntők       |                                  |                    | Negyeddöntők       | Negyeddöntők       | Negyeddöntők  |               |               | Elődöntők          | Elődöntők          | Elődöntők          |  |  | Döntő | Döntő | Döntő |
|  | május 27. – Róma    |                  |                     |                                  |                    |                    |                    |               |               |               |                    |                    |                    |  |  |       |       |       |
|  |                     |                  |                     |                                  |                    |                    |                    |               |               |               |                    |                    |                    |  |  |       |       |       |
|  | Olaszország         | Olaszország      | 7                   |                                  |                    |                    |                    |               |               |               |                    |                    |                    |  |  |       |       |       |
|  | Olaszország         | Olaszország      | 7                   | május 31. és június 1. – Firenze |                    |                    |                    |               |               |               |                    |                    |                    |  |  |       |       |       |
|  | Egyesült Államok    | Egyesült Államok | 1                   |                                  |                    |                    |                    |               |               |               |                    |                    |                    |  |  |       |       |       |
|  | Egyesült Államok    | Egyesült Államok | 1                   |                                  |                    | Olaszország        | Olaszország        | 1 (1)         |               |               |                    |                    |                    |  |  |       |       |       |
|  | május 27. – Genova  |                  |                     |                                  |                    | Olaszország        | Olaszország        | 1 (1)         |               |               |                    |                    |                    |  |  |       |       |       |
|  |                     |                  | Spanyolország       | Spanyolország                    | 1 (0)              |                    |                    |               |               |               |                    |                    |                    |  |  |       |       |       |
|  | Spanyolország       | Spanyolország    | Spanyolország       | Spanyolország                    | 1 (0)              | 3                  |                    |               |               |               |                    |                    |                    |  |  |       |       |       |
|  | Spanyolország       | Spanyolország    |                     |                                  |                    | 3                  | június 3. – Milánó |               |               |               |                    |                    |                    |  |  |       |       |       |
|  | Brazília            | Brazília         | 1                   |                                  |                    |                    |                    |               |               |               |                    |                    |                    |  |  |       |       |       |
|  | Brazília            | Brazília         | 1                   |                                  |                    | Olaszország        | Olaszország        | 1             |               |               |                    |                    |                    |  |  |       |       |       |
|  | május 27. – Torino  |                  |                     |                                  |                    | Olaszország        | Olaszország        | 1             |               |               |                    |                    |                    |  |  |       |       |       |
|  |                     |                  | Ausztria            | Ausztria                         | 0                  |                    |                    |               |               |               |                    |                    |                    |  |  |       |       |       |
|  | Ausztria (h.u.)     | Ausztria (h.u.)  | Ausztria            | Ausztria                         | 0                  | 3                  |                    |               |               |               |                    |                    |                    |  |  |       |       |       |
|  | Ausztria (h.u.)     | Ausztria (h.u.)  | május 31. – Bologna |                                  |                    | 3                  |                    |               |               |               |                    |                    |                    |  |  |       |       |       |
|  | Franciaország       | Franciaország    | 2                   |                                  |                    |                    |                    |               |               |               |                    |                    |                    |  |  |       |       |       |
|  | Franciaország       | Franciaország    | 2                   |                                  |                    | Ausztria           | Ausztria           | 2             |               |               |                    |                    |                    |  |  |       |       |       |
|  | május 27. – Nápoly  |                  |                     |                                  |                    | Ausztria           | Ausztria           | 2             |               |               |                    |                    |                    |  |  |       |       |       |
|  |                     |                  | Magyarország        | Magyarország                     | 1                  |                    |                    |               |               |               |                    |                    |                    |  |  |       |       |       |
|  | Magyarország        | Magyarország     | Magyarország        | Magyarország                     | 1                  | 4                  |                    |               |               |               |                    |                    |                    |  |  |       |       |       |
|  | Magyarország        | Magyarország     |                     |                                  |                    | 4                  | június 10. – Róma  |               |               |               |                    |                    |                    |  |  |       |       |       |
|  | Egyiptom            | Egyiptom         | 2                   |                                  |                    |                    |                    |               |               |               |                    |                    |                    |  |  |       |       |       |
|  | Egyiptom            | Egyiptom         | 2                   |                                  |                    | Olaszország (h.u.) | Olaszország (h.u.) | 2             |               |               |                    |                    |                    |  |  |       |       |       |
|  | május 27. – Trieszt |                  |                     |                                  |                    | Olaszország (h.u.) | Olaszország (h.u.) | 2             |               |               |                    |                    |                    |  |  |       |       |       |
|  |                     |                  | Csehszlovákia       | Csehszlovákia                    | 1                  |                    |                    |               |               |               |                    |                    |                    |  |  |       |       |       |
|  | Csehszlovákia       | Csehszlovákia    | Csehszlovákia       | Csehszlovákia                    | 1                  | 2                  |                    |               |               |               |                    |                    |                    |  |  |       |       |       |
|  | Csehszlovákia       | Csehszlovákia    | május 31. – Torino  |                                  |                    | 2                  |                    |               |               |               |                    |                    |                    |  |  |       |       |       |
|  | Románia             | Románia          | 1                   |                                  |                    |                    |                    |               |               |               |                    |                    |                    |  |  |       |       |       |
|  | Románia             | Románia          | 1                   |                                  |                    | Csehszlovákia      | Csehszlovákia      | 3             |               |               |                    |                    |                    |  |  |       |       |       |
|  | május 27. – Milánó  |                  |                     |                                  |                    | Csehszlovákia      | Csehszlovákia      | 3             |               |               |                    |                    |                    |  |  |       |       |       |
|  |                     |                  | Svájc               | Svájc                            | 2                  |                    |                    |               |               |               |                    |                    |                    |  |  |       |       |       |
|  | Svájc               | Svájc            | Svájc               | Svájc                            | 2                  | 3                  |                    |               |               |               |                    |                    |                    |  |  |       |       |       |
|  | Svájc               | Svájc            |                     |                                  |                    | 3                  | június 3. – Róma   |               |               |               |                    |                    |                    |  |  |       |       |       |
|  | Hollandia           | Hollandia        | 2                   |                                  |                    |                    |                    |               |               |               |                    |                    |                    |  |  |       |       |       |
|  | Hollandia           | Hollandia        | 2                   |                                  |                    | Csehszlovákia      | Csehszlovákia      | 3             |               |               |                    |                    |                    |  |  |       |       |       |
|  | május 27. – Firenze |                  |                     |                                  |                    | Csehszlovákia      | Csehszlovákia      | 3             |               |               |                    |                    |                    |  |  |       |       |       |
|  |                     |                  | Németország         | Németország                      | 1                  |                    |                    | Bronzmérkőzés | Bronzmérkőzés | Bronzmérkőzés |                    |                    |                    |  |  |       |       |       |
|  | Németország         | Németország      | Németország         | Németország                      | 1                  | 5                  |                    |               |               | Bronzmérkőzés |                    |                    |                    |  |  |       |       |       |
|  | Németország         | Németország      |                     |                                  | május 31. – Milánó | május 31. – Milánó | május 31. – Milánó |               |               |               | június 7. – Nápoly | június 7. – Nápoly | június 7. – Nápoly |  |  |       |       |       |
|  | Belgium             | Belgium          | 2                   |                                  | május 31. – Milánó | május 31. – Milánó | május 31. – Milánó |               |               |               | június 7. – Nápoly | június 7. – Nápoly | június 7. – Nápoly |  |  |       |       |       |
|  | Belgium             | Belgium          | 2                   |                                  |                    | Németország        | Németország        | 2             | Németország   | Németország   | 3                  |                    |                    |  |  |       |       |       |
|  | május 27. – Bologna |                  |                     |                                  |                    | Németország        | Németország        | 2             | Németország   | Németország   | 3                  |                    |                    |  |  |       |       |       |
|  |                     |                  | Svédország          | Svédország                       | 1                  |                    |                    | Ausztria      | Ausztria      | 2             |                    |                    |                    |  |  |       |       |       |
|  | Svédország          | Svédország       | Svédország          | Svédország                       | 1                  | 3                  |                    | Ausztria      | Ausztria      | 2             |                    |                    |                    |  |  |       |       |       |
|  | Svédország          | Svédország       |                     |                                  |                    |                    |                    |               |               |               |                    |                    |                    |  |  |       |       |       |
|  | Argentína           | Argentína        | 2                   |                                  |                    |                    |                    |               |               |               |                    |                    |                    |  |  |       |       |       |
|  | Argentína           | Argentína        | 2                   |                                  |                    |                    |                    |               |               |               |                    |                    |                    |  |  |       |       |       |

### Nyolcaddöntők
| 1934. május 27. 16:30 |

| Olaszország                                              | 7–1               | Egyesült Államok |
| -------------------------------------------------------- | ----------------- | ---------------- |
| Schiavio 18' 29' 64' Orsi 20' 69' Ferrari 63' Meazza 90' | (3–0) Jegyzőkönyv | Donelli 57'      |

| Nazionale PNF Stadion, Róma Nézőszám: 25 000 Játékvezető: René Mercet (svájci) Asszisztensek: Pedro Escartín (spanyol), Bohumil Ženišek (csehszlovák) |

| 1934. május 27. 16:30 |

| Spanyolország                        | 3–1               | Brazília     |
| ------------------------------------ | ----------------- | ------------ |
| Chato 18' (11-esből) 25' Lángara 29' | (3–0) Jegyzőkönyv | Leônidas 55' |

| Luigi Ferraris Stadion, Genova Nézőszám: 21 000 Játékvezető: Birlem (német) Asszisztensek: Ettore Carminat (olasz), Iváncsics Mihály (magyar) |

| 1934. május 27. 16:30 |

| Ausztria                           | 3–2 (h. u.)                 | Franciaország                        |
| ---------------------------------- | --------------------------- | ------------------------------------ |
| Sindelar 44' Schall 93' Bican 109' | (1–1, 1–1, 1–1) Jegyzőkönyv | Nicolas 18' Verriest 116' (11-esből) |

| Benito Mussolini Stadion, Torino Nézőszám: 16 000 Játékvezető: Van Moorsel (holland) Asszisztensek: Caironi Camillo (olasz) , Louis Baert (belga) |

| 1934. május 27. 16:30 |

| Magyarország                        | 4–2               | Egyiptom      |
| ----------------------------------- | ----------------- | ------------- |
| Teleki 11' Toldi 31' 61' Vincze 53' | (2–2) Jegyzőkönyv | Fauzi 35' 39' |

| Giorgio Ascarelli Stadion, Nápoly Nézőszám: 9000 Játékvezető: Barlassina (olasz) Asszisztensek: Generoso Dattilo (olasz) , Otello Sassi (olasz) |

| 1934. május 27. 16:30 |

| Csehszlovákia       | 2–1               | Románia   |
| ------------------- | ----------------- | --------- |
| Puč 50' Nejedlý 67' | (0–1) Jegyzőkönyv | Dobay 11' |

| Littorio Stadion, Trieszt Nézőszám: 9000 Játékvezető: Langenus (belga) Asszisztensek: Giuseppe Scarpi (olasz), Raffaele Scorzoni (olasz) |

| 1934. május 27. 16:30 |

| Svájc                        | 3–2               | Hollandia          |
| ---------------------------- | ----------------- | ------------------ |
| Kielholz 7' 43' Abegglen 66' | (2–1) Jegyzőkönyv | Smit 29' Vente 69' |

| San Siro Stadion, Milánó Nézőszám: 33 000 Játékvezető: Eklind (svéd) Asszisztensek: Alois Beranek (osztrák), Binivento Ferruccio (olasz) |

| 1934. május 27. 16:30 |

| Németország                                  | 5–2               | Belgium          |
| -------------------------------------------- | ----------------- | ---------------- |
| Kobierski 25' Siffling 49' Conen 66' 70' 87' | (1–2) Jegyzőkönyv | Voorhoof 29' 43' |

| Giovanni Berta Stadion, Firenze Nézőszám: 8000 Játékvezető: Mattea (olasz) Asszisztensek: Melandri Ermenegildo (olasz), Jacques Baert (francia) |

| 1934. május 27. 16:30 |

| Svédország                | 3–2               | Argentína            |
| ------------------------- | ----------------- | -------------------- |
| Jonasson 9' 67' Kroon 79' | (1–1) Jegyzőkönyv | Belis 4' Galateo 48' |

| Littorale Stadion, Bologna Nézőszám: 14 000 Játékvezető: Braun (osztrák) Asszisztensek: Albino Carraro (olasz) , Giuseppe Turbiani (olasz) |

### Negyeddöntők
| 1934. május 31. 16:30 |

| Olaszország | 1–1 (h. u.)                 | Spanyolország |
| ----------- | --------------------------- | ------------- |
| Ferrari 44' | (1–1, 1–1, 1–1) Jegyzőkönyv | Corso 30'     |

| Giovanni Berta Stadion, Firenze Nézőszám: 35 000 Játékvezető: Baert (belga) Asszisztensek: Zenisek W. (csehszlovák), Iváncsics Mihály (magyar) |

| 1934. május 31. 16:30 |

| Ausztria               | 2–1               | Magyarország                    |
| ---------------------- | ----------------- | ------------------------------- |
| Horvath 8' Zischek 51' | (1–0) Jegyzőkönyv | Sárosi 60' (büntető) Markos 63′ |

| Littorale Stadion, Bologna Nézőszám: 23 000 Játékvezető: Mattea (olasz) Asszisztensek: Pedro Escartín (spanyol), Alfred Birlem (német) |

| 1934. május 31. 16:30 |

| Csehszlovákia               | 3–2               | Svájc                  |
| --------------------------- | ----------------- | ---------------------- |
| Svoboda 24' 49' Nejedlý 82' | (1–1) Jegyzőkönyv | Kielholz 18' Jäggi 78' |

| Benito Mussolini Stadion, Torino Nézőszám: 12 000 Játékvezető: Beranek (osztrák) Asszisztensek: Mohammed Youssof (egyiptomi), Jacques Baert (francia) |

| 1934. május 31. 16:30 |

| Németország     | 2–1               | Svédország |
| --------------- | ----------------- | ---------- |
| Hohmann 60' 63' | (0–0) Jegyzőkönyv | Dunker 82' |

| San Siro Stadion, Milánó Nézőszám: 3000 Játékvezető: Barlassina (olasz) Asszisztensek: René Mercet (svájci), Johannes van Moorsel (holland) |

Újrajátszott mérkőzés:
| 1934. június 1. 16:30 |

| Olaszország | 1–0               | Spanyolország |
| ----------- | ----------------- | ------------- |
| Meazza 11'  | (1–0) Jegyzőkönyv |               |

| Giovanni Berta Stadion, Firenze Nézőszám: 43 000 Játékvezető: Mercet (svájci) Asszisztensek: Iváncsics Mihály (magyar), Zenisek W. (csehszlovák) |

### Elődöntők
| 1934. június 3. 16:30 |

| Olaszország | 1–0               | Ausztria |
| ----------- | ----------------- | -------- |
| Guaita 19'  | (1–0) Jegyzőkönyv |          |

| San Siro Stadion, Milánó Nézőszám: 35 000 Játékvezető: Eklind (Svéd) Asszisztensek: Louis Baert (belga), Zenisek W. (csehszlovák) |

| 1934. június 3. 16:30 |

| Csehszlovákia       | 3–1               | Németország |
| ------------------- | ----------------- | ----------- |
| Nejedlý 21' 69' 80' | (1–0) Jegyzőkönyv | Noack 62'   |

| Nazionale PNF Stadion, Róma Nézőszám: 15 000 Játékvezető: Barlassina (olasz) Asszisztensek: Alois Beranek (osztrák), Pedro Escartín (spanyol) |

### Bronzmérkőzés
| 1934. június 7. 18:00 |

| Németország             | 3–2               | Ausztria              |
| ----------------------- | ----------------- | --------------------- |
| Lehner 1' 42' Conen 27' | (3–1) Jegyzőkönyv | Horvath 28' Sesta 54' |

| Giorgio Ascarelli Stadion, Nápoly Nézőszám: 7000 Játékvezető: Carraro (olasz) Asszisztensek: Caironi Camillo (olasz), Pedro Escartín (spanyol) |

### Döntő
| 1934. június 10. 17:30 |

| Olaszország           | 2–1 (h. u.)                 | Csehszlovákia |
| --------------------- | --------------------------- | ------------- |
| Orsi 81' Schiavio 95' | (0–0, 1–1, 2–1) Jegyzőkönyv | Puč 71'       |

| Nazionale PNF Stadion, Róma Nézőszám: 50 000 Játékvezető: Eklind (svéd) Asszisztensek: Louis Baert (belga), Iváncsics Mihály (magyar) |

| Az 1934-es labdarúgó-világbajnokság győztese |
| -------------------------------------------- |
| OLASZORSZÁG 1. cím                           |

### Díjak
| Aranycipő:      |
| --------------- |
| Oldřich Nejedlý |

### Gólszerzők
A tornán összesen 44 játékos volt eredményes.
| 5 gólos - Oldřich Nejedlý 4 gólos - Edmund Conen - Angelo Schiavio 3 gólos - Raimundo Orsi - Leopold Kielholz 2 gólos - Abd er-Rahmán Fauzi - Bernard Voorhoof - Toldi Géza - Johann Horvath - Karl Hohmann - Sven Jonasson - José Iraragorri - František Svoboda - Ernst Lehner - Antonín Puč - Giovanni Ferrari - Giuseppe Meazza 1 gólos - Alberto Galateo - Aldo Donelli | - Ernesto Belis - Vincze Jenő - Kick Smit - Leen Vente - Leônidas - Teleki Pál - Rudolf Noack - Dobay István - Willy Jäggi - Sárosi György - Jean Nicolas - Georges Verriest - André Abegglen - Gösta Dunker - Knut Kroon - Isidro Lángara - Luis Regueiro - Anton Schall - Stanislaus Kobierski - Matthias Sindelar - Otto Siffling - Karl Sesta - Karl Zischek - Josef Bican - Enrique Guaita |  |  |

## Végeredmény
Az első négy helyezett utáni sorrend nem tekinthető hivatalosnak, mivel ezekért a helyekért nem játszottak mérkőzéseket. Ezért e helyezések meghatározása a következők szerint történt:

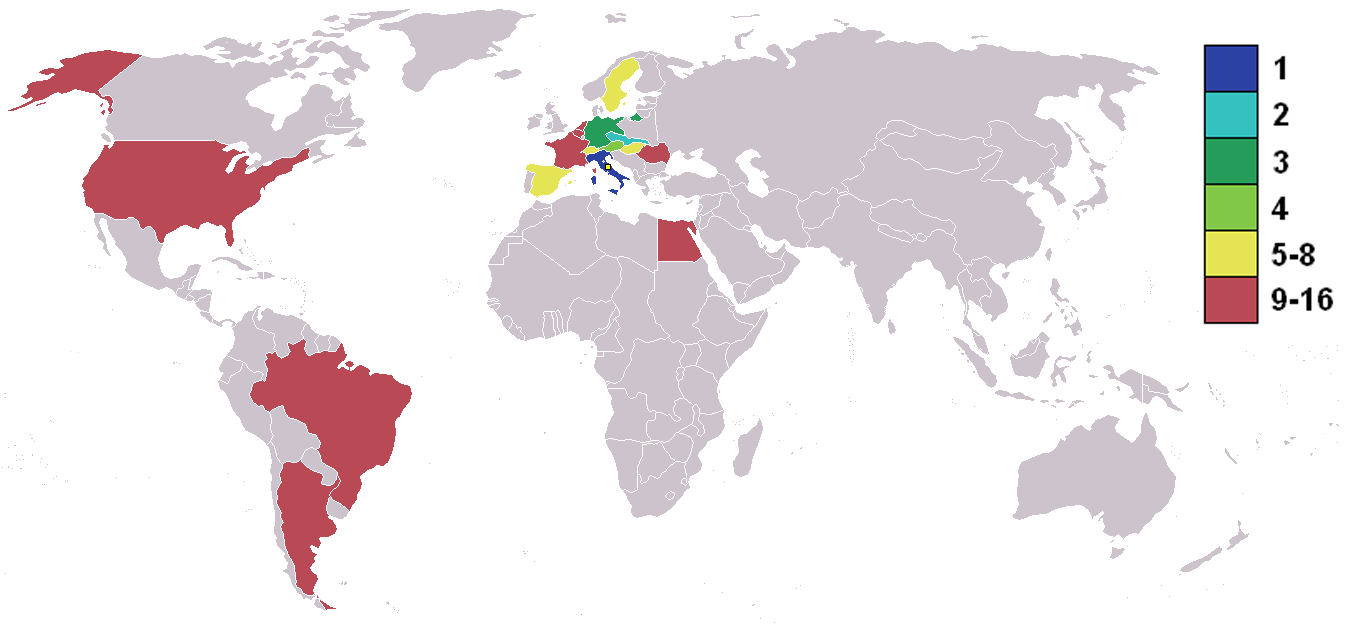
Az 1934-es labdarúgó-világbajnokságon részt vevő országok helyezései

1. több szerzett pont,
2. jobb gólkülönbség,
3. több szerzett gól,
4. nemzetnév.

| Helyezés                   | Nemzet           | M | Gy | D | V | G+ | G– | Gk | P |
| -------------------------- | ---------------- | - | -- | - | - | -- | -- | -- | - |
| 1                          | Olaszország      | 5 | 4  | 1 | 0 | 12 | 3  | +9 | 9 |
| 2                          | Csehszlovákia    | 4 | 3  | 0 | 1 | 9  | 6  | +3 | 6 |
| 3                          | Németország      | 4 | 3  | 0 | 1 | 11 | 8  | +3 | 6 |
| 4                          | Ausztria         | 4 | 2  | 0 | 2 | 7  | 7  | 0  | 4 |
| A negyeddöntőben estek ki  |                  |   |    |   |   |    |    |    |   |
| 5                          | Spanyolország    | 3 | 1  | 1 | 1 | 4  | 3  | +1 | 3 |
| 6                          | Magyarország     | 2 | 1  | 0 | 1 | 5  | 4  | +1 | 2 |
| 7                          | Svájc            | 2 | 1  | 0 | 1 | 5  | 5  | 0  | 2 |
| 8                          | Svédország       | 2 | 1  | 0 | 1 | 4  | 4  | 0  | 2 |
| A nyolcaddöntőben estek ki |                  |   |    |   |   |    |    |    |   |
| 9                          | Argentína        | 1 | 0  | 0 | 1 | 2  | 3  | −1 | 0 |
| 9                          | Franciaország    | 1 | 0  | 0 | 1 | 2  | 3  | −1 | 0 |
| 9                          | Hollandia        | 1 | 0  | 0 | 1 | 2  | 3  | −1 | 0 |
| 12                         | Románia          | 1 | 0  | 0 | 1 | 1  | 2  | −1 | 0 |
| 13                         | Egyiptom         | 1 | 0  | 0 | 1 | 2  | 4  | −2 | 0 |
| 14                         | Brazília         | 1 | 0  | 0 | 1 | 1  | 3  | −2 | 0 |
| 15                         | Belgium          | 1 | 0  | 0 | 1 | 2  | 5  | −3 | 0 |
| 16                         | Egyesült Államok | 1 | 0  | 0 | 1 | 1  | 7  | −6 | 0 |